# IC 670
IC 670 ist eine elliptische Galaxie vom Hubble-Typ E im Sternbild Löwe auf der Ekliptik. Sie ist schätzungsweise 385 Millionen Lichtjahre von der Milchstraße entfernt.
Das Objekt wurde am 7. März 1891 von dem österreichischen Astronomen Rudolf Spitaler entdeckt.